# Lac Espejo Chico
Pour les articles homonymes, voir Espejo.
Le Lac Espejo Chico est un lac andin d'origine glaciaire situé en Argentine, au sud-ouest de la province de Neuquén, dans le département de Los Lagos, en Patagonie. 

## Géographie
Le lac Espejo Chico se trouve au nord du lac Nahuel Huapi, entre les lacs Espejo à l'ouest - distant de moins de un kilomètre, et Correntoso à l'est - dont l'extrémité nord se trouve à plus ou moins 1 100 mètres. Il se situe à quelque 15 kilomètres à vol d'oiseau au nord-nord-ouest de la ville de Villa La Angostura.
Il occupe une ancienne vallée glaciaire, et s'étend du nord-ouest au sud-est sur une distance de 3,4 kilomètres. 

Le lac est protégé. Il fait intégralement partie du parc national Nahuel Huapi. 

Se trouvant dans une zone de forte précipitations, ses rives sont recouvertes d'un fort beau manteau forestier de type andino-patagonique, en fort bon état. 

## Hydrographie
Le lac Espejo Chico est alimenté par le río Espejo, émissaire du lac Espejo qui débouche au niveau de sa rive nord-ouest. Il reçoit aussi l'eau de fonte des neiges et les pluies arrosant les hauteurs environnantes.

Il alimente de ses eaux le lac Correntoso via le río Ruca Malén qui naît au niveau de son extrémité sud-est. Le Correntoso à son tour alimente le lac Nahuel Huapi par l'intermédiaire du très court río Correntoso, au niveau de Villa La Angostura.
Le lac Espejo Chico, comme les lacs Espejo et Correntoso, font partie du bassin du río Limay, donc du río Negro. 

## Accès
La Route des Sept Lacs passe le long de l'extrémité nord du lac Correntoso, c'est-à-dire à moins de deux kilomètres de la rive est du lac Espejo Chico. Un parking est établi au niveau de l'extrémité sud-orientale du lac, là où naît le río Ruca Malén. 